# Pensieri diversi
I Pensieri diversi sono un saggio scritto da Alessandro Tassoni.
Si tratta della prima opera che Tassoni diede alle stampe. Il nucleo primigenio era un libretto intitolato Parte de' quesiti del Sig. Alessandro Tassoni modenese, apparso a Modena nel 1608 con epistola dedicatoria indirizzata all'Accademia della Crusca e composto da 151 quesiti di varia materia. Essi vennero ripubblicati nel 1612, con espunzione della dedica: si arrivò a 232 "quistioni" raggruppate in nove libri sotto il titolo di Varietà di pensieri. Nel 1620 si aggiunse un decimo libro a cui venne dato il titolo definitivo di Dieci libri di pensieri diversi.

## Contenuto
In questa erudita compilazione enciclopedica Tassoni, senza alcuna sistematicità o rigore speculativo, affastella problemi di scienze naturali, etica, storia, servendosi ampiamente di citazioni per la maggior parte aristoteliche. 
Questi i titoli dei singoli libri: 
1. Caldo e freddo
2. Cielo e stelle
3. Sole e luna
4. Aria, acqua e terra
5. Accidenti e proprietà diverse
6. Disposizioni, abiti e passioni umane
7. Lettere e dottrine profane
8. Costumi di popoli e interessi di Stato
9. Cose poetiche, istoriche e varie
10. Ingegni antichi e moderni

Fin dall'edizione del 1612 la dedica all'Accademia della Crusca appare sostituita dalla prefazione A chi legge. Perché l'autore non dedichi l'opere sue, nella quale si disserta sull'inconsistenza delle motivazioni addotte tradizionalmente dagli scrittori quando intitolano i propri testi a personaggi politici influenti.
Il Tassoni scrisse i Pensieri in italiano, anziché in latino, forse per la sua smania di novità: egli di fatto dimostra nella prefazione il convincimento di essere stato il primo a scrivere di fisica in volgare. 
Nel decimo libro, Tassoni introduce per primo, e discute minutamente la questione che, sotto il titolo di Querelle des Anciens et des Modernes, doveva fare tanto rumore in Francia dopo la metà del Seicento; e non è da escludere che l'opera del Tassoni abbia avuto diretta influenza sul pensiero francese: «è noto, infatti, almeno fin da quando Hippolyte Rigault pubblicò nel 1856 la sua bella Histoire de la Querelle des anciens et des modernes, che i letterati francesi promotori del razionalismo critico, Charles Perrault ed altri, conobbero l'opera del Tassoni e a questa attinsero direttamente». Tassoni è per la superiorità dei moderni, in base ad argomentazioni di carattere nazionale o religioso, che erano del resto già state anticipate da alcuni cinquecentisti come Ortensio Lando. 

## Edizioni
- Alessandro Tassoni, Pensieri e scritti preparatori, a cura di P. Puliatti, Modena, Panini, 1986.